# St. Stephan (Würzburg)

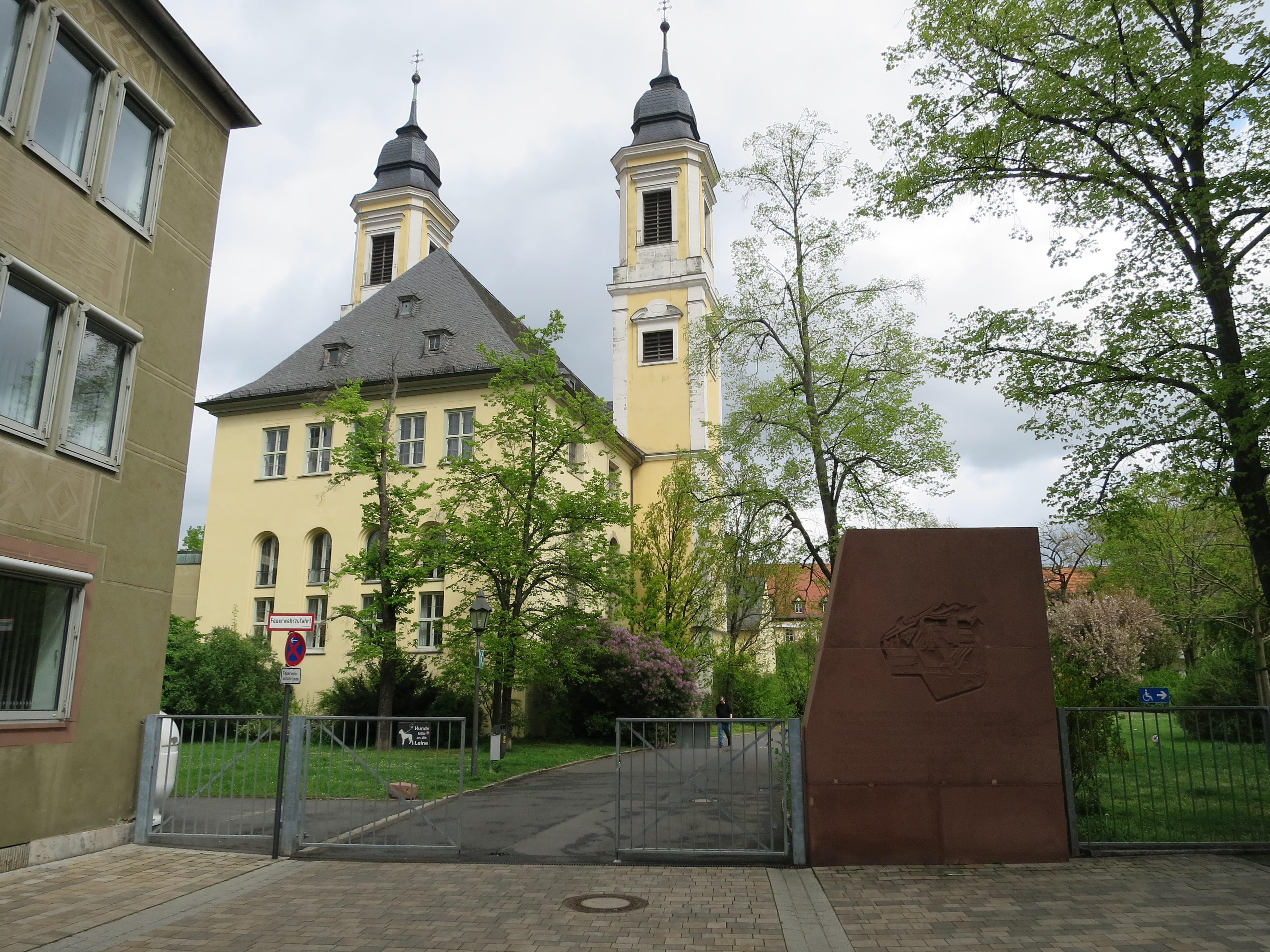
St. Stephan, Evangelische Dekanatskirche, Rückseite

St. Stephan, auch Stephanskirche genannt, ist seit 1803 die erste länger bestehende evangelische Kirche Würzburgs. Sie geht auf die Klosterkirche eines Benediktinerkonvents St. Stephan zurück, der durch die Säkularisation aufgelöst wurde. Einige Jahre zuvor war 1788/89 der Altbau der Klosterkirche weitgehend abgerissen und ein Neubau nach Plänen von Johann Philipp Geigel errichtet worden. Der Altbau mit den dazugehörigen Klostergebäuden reicht bis ins Jahr 1014 zurück, nämlich auf ein ehemaliges Kollegiatstift St. Peter und Paul, das schon 1057 durch Bischof Adalbero in ein Benediktinerkloster umgewandelt wurde. Nach der Überführung von Reliquien des Heiligen Stephanus wurde es nur noch nach diesem benannt, während der Name St. Peter und Paul auf die neue Pfarrkirche übertragen wurde. Die Klostergebäude wurden nach 1803 profan genutzt, 1945 total zerstört und abgetragen. Neubauten nahmen die Regierung von Unterfranken auf. Die Kirche wurde 1949–1955 als flach gedeckter Saalbau wiederaufgebaut, 1952 eingeweiht und ist heute die Dekanatskirche von Würzburg. Um die Kirche entstanden neben dem bereits bestehenden CVJM ab 1963 Einrichtungen wie das Rudolf-Alexander-Schröder-Haus, eine evangelische Buchhandlung und eine Beratungsstelle der Diakonie, was den Ort zum evangelischen Zentrum Würzburgs machte.

## Geschichte
St. Stephan wurde durch Bischof Heinrich I. von Würzburg (996–1018) als Chorherrenstift gegründet. Der Übergang zum Kloster St. Stephan erfolgte unter Bischof Adalbero (Bischof von 1045–1077/90) im Jahre 1057; die Kirche war seitdem Abteikirche. Die Kanoniker siedelten in diesem Jahr in das neu gegründete Kollegiatstift Neumünster über. Die erstmalige Erwähnung des heiligen Stephan als Klosterpatron erfolgte in der Schenkungsurkunde aus dem Jahr 1108. In den ersten Jahren war das Kloster ein Doppelkloster. Die Existenz des Frauenkonvents in St. Stephan sowie des Klosters St. Afra ist schon vor 1151 nachweisbar. Dem Kloster St. Stephan war eine Klause frommer Frauen angegliedert, die 1239 erstmals Erwähnung fand und sie am Südende der heutigen Augustinerstraße neben dem Georgstor (genannt auch Jörgentor) bei der Georgskapelle befand (Später wurde die Georgskapelle in das Augustinerkloster St. Georg integriert). Die Übersiedlung der Nonnen aus St. Stephan nach St. Afra erfolgte Ende des 12. Jahrhunderts (Zum Afrakloster vgl. auch Kilianeum). Bemühungen des Klosters um Reichsfreiheit Anfang des 15. Jahrhunderts scheiterten. Der wirtschaftlichen Krise des Klosters in der zweiten Hälfte des 16. Jahrhunderts folgte eine rasche Konsolidierung bis Anfang des 17. Jahrhunderts. Das Kloster wurde 1803 im Zuge der Säkularisation aufgelöst.
Im selben Jahr wurde St. Stephan, die seinerzeit modernste Kirche der Stadt Würzburg, die erste evangelische Pfarrkirche in Würzburg. Im 3. November 1803 fiel bereits der Beschluss „In der Kirche der vormaligen Benediktinerabtey zu St. Stephan soll für die Universität sowohl, als das Militär und die übrigen protestantischen Einwohner der Stadt ein eigener protestantischer Gottesdienst eingerichtet werden“. Im Dezember wurde die Kirche durch kurfürstliches Dekret bestätigt dem Pfarrer Karl Heinrich Fuchs und seiner Gemeinde überlassen, der bereits 1802 evangelische Feldgottesdienst und im April 1803 in der Kapelle des ehemaligen Kartäuserkloster beim heutigen Mainfrankentheater evangelische Gemeindegottesdienste abgehalten hatte (Im Nebenamt wirkte er als außerordentlicher Professor für evangelische Theologie). In den Klostergebäuden wurden die Pfarrei und eine Schule untergebracht, 1816 außerdem das orthopädische Institut von Johann Georg Heine, später umbenannt in Karolinen-Institut (auch Carolinen-Institut). Die evangelische Gemeinde, die von 1811 bis 1816 der erneuerten Kartäuserklosterkirche zugewiesen war, erhielt mit Erlass vom 26. Juni 1816 wieder die Stephanskirche übereignet. Zu den bekanntesten Gemeindemitgliedern zählt die Namensgeberin der Oktoberfest-Wiese Therese von Sachsen-Hildburghausen.
Während der Renovierungsarbeiten im Jahr 1875 wurde der evangelischen Gemeinde von der Universität die Neubaukirche zur Verfügung gestellt. Wegen des dadurch erregten Aufsehens bei den Katholiken wurde der erste Gottesdienst darin unter Militärschutz durchgeführt.

## Gebäude
1789 ersetzten die Mönche unter Abt Gerardus Winterstein die romanische Basilika durch einen klassizistischen Neubau, erbaut durch Johann Philipp Geigel.
Beim Bombenangriff auf Würzburg am 16. März 1945 wurde die Kirche vollkommen zerstört und nach dem Richtfest am 30. Mai 1951 bis 1956 unter Dekan und Oberkirchenrat Wilhelm Schwinn (1905–1974) wieder aufgebaut. 1952 wurde die Stephanskirche, für deren Gemeinde 1949 die Martin-Luther-Kirche im Frauenland errichtet worden war, dann geweiht. Außen wurde sie original rekonstruiert, innen wurden die kunstvoll mit Stuck dekorierten Säulen von Materno Bossi und das Gesims über den Fenstern wiederhergestellt, der Altarraum mit einem Chorgestühl gestaltet, die Krypta und die Michaelskapelle wieder aufgebaut. 1840 wurden Teile der Gebäude Sitz der Regierung von Unterfranken. Seit 1954 bildet die Kreuzigungsgruppe des Münchner Künstlers Helmut Ammann das Zentrum des Chorraums.

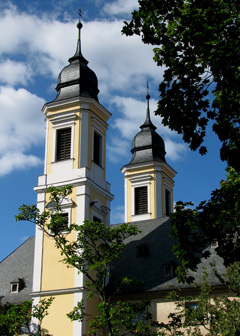
Außenansicht
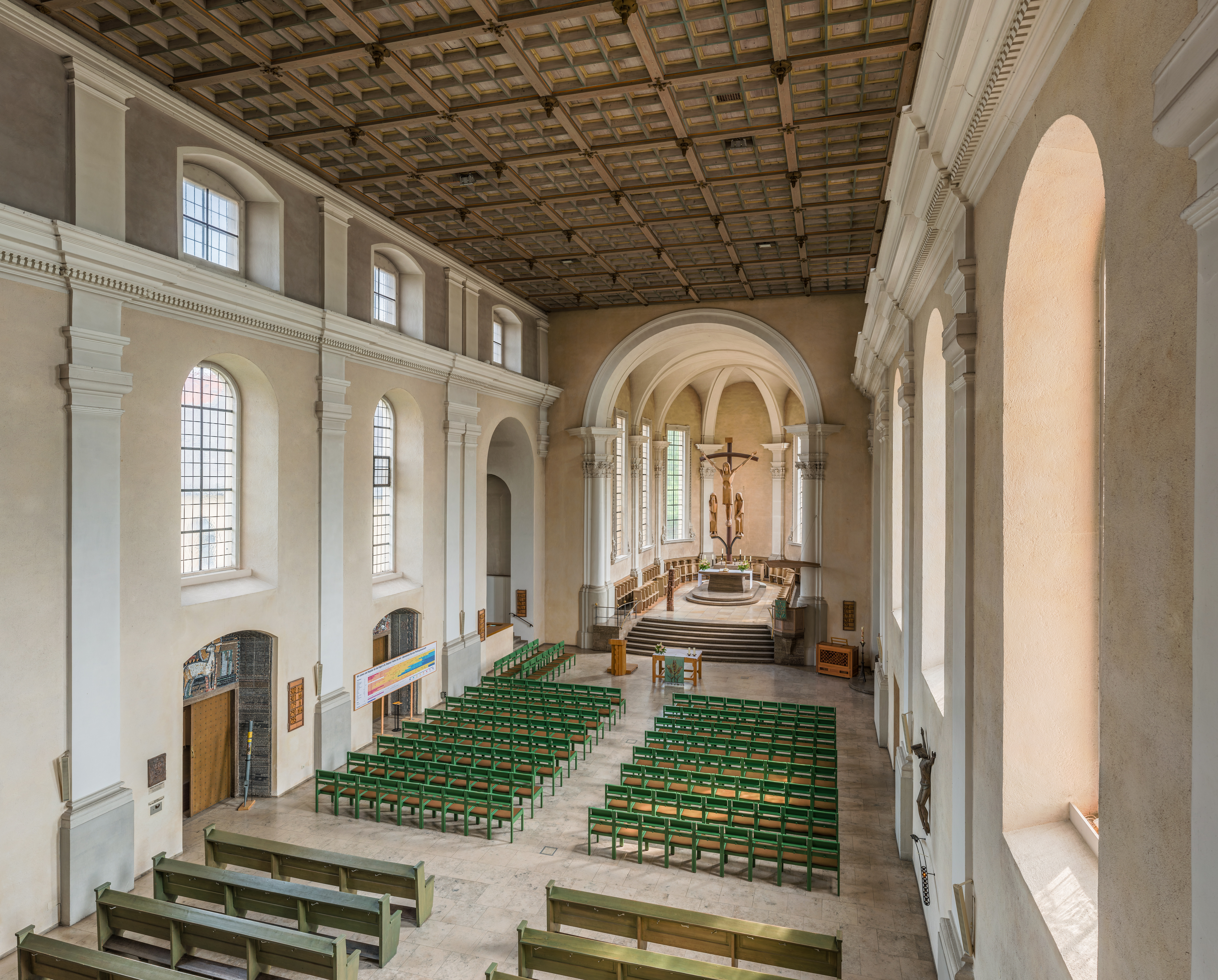
Blick von der Empore
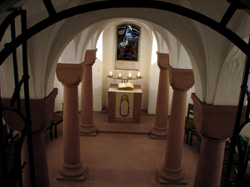
Krypta
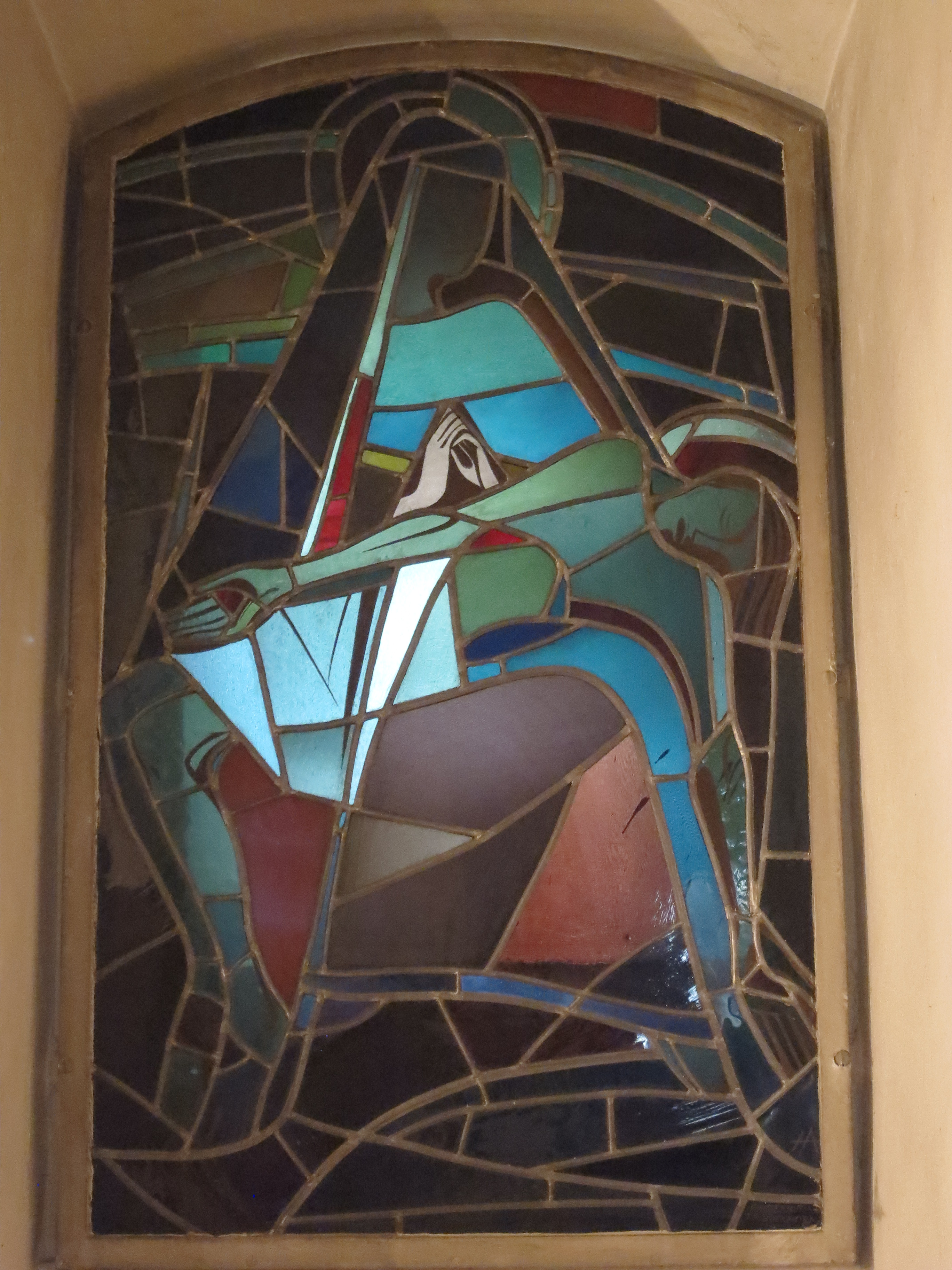
Glasbild in der Krypta
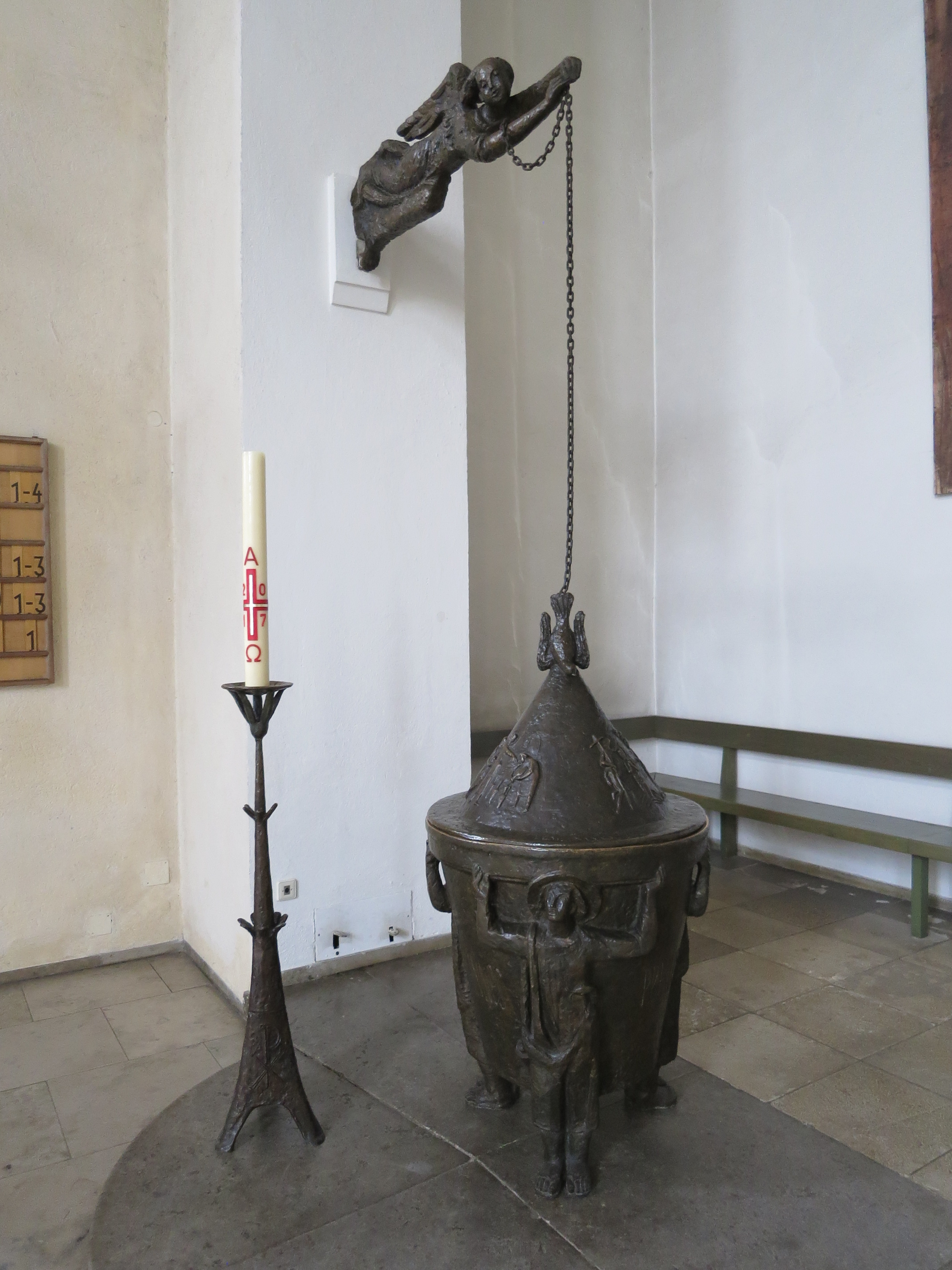
Taufbecken

## Orgel

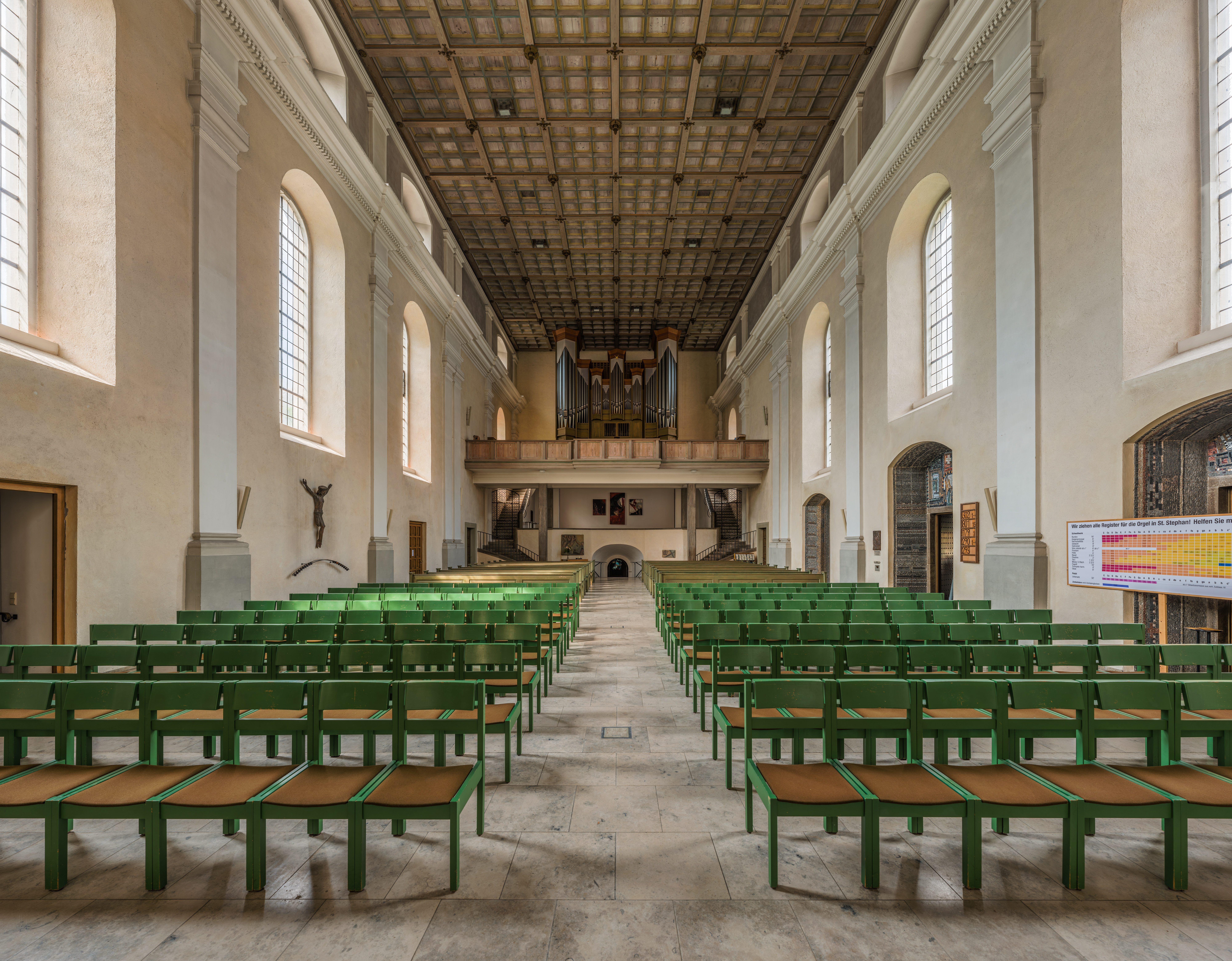
Blick zur Orgel

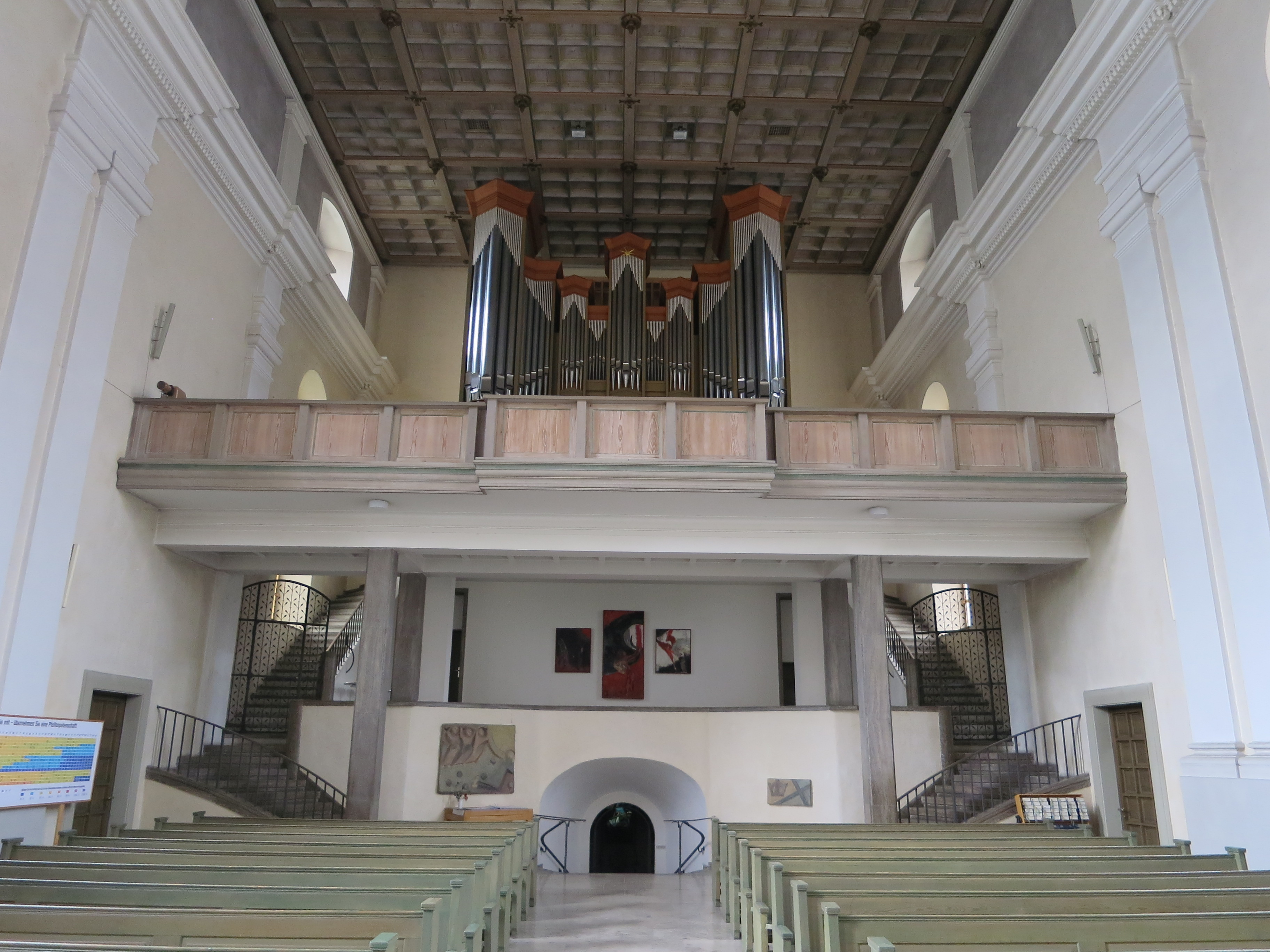
Empore mit Orgel

Die große Orgel wurde 1982 von dem Orgelbauer Orgelbau Friedrich Weigle erbaut. Das Instrument wurde 1982 nur teilweise fertiggestellt. In den Jahren 2014 bis 2015 wurde die Orgel durch die Orgelbaufirma Richard Rensch (Lauffen) saniert und die noch fehlenden Teile fertiggestellt. Die Spieltrakturen sind mechanisch, die Registertrakturen mechanisch und elektrisch. „Im Jahr 2021 machte eine großzügige Einzelspende den Einbau einer Celesta der Firma Schiedmayer durch die Orgelbaufirma Schindler möglich“. Seitdem besitzt die Weigle-Rensch-Orgel 52 klingende Register mit insgesamt 3427 Pfeifen auf drei Manualen und Pedal.
| I Hauptwerk C–g3 |             |       |
| 1.               | Pommer      | 16′   |
| 2.               | Principal   | 8′    |
| 3.               | Spitzflöte  | 8′    |
| 4.               | Violflöte   | 8′    |
| 5.               | Octave      | 4′    |
| 6.               | Koppelflöte | 4′    |
| 7.               | Quinte      | 2 ⁄3′ |
| 8.               | Oktave      | 2′    |
| 9.               | Cornet V    | 8′    |
| 10.              | Mixtur V    | 2′    |
| 11.              | Zimbel III  | 1⁄2′  |
| 12.              | Trompete    | 8′    |

| II Brustwerk C–g3 |                |       |
| 13.               | Koppelgedackt  | 8′    |
| 14.               | Quintade       | 8′    |
| 15.               | Prinzipal      | 4′    |
| 16.               | Blockflöte     | 4′    |
| 17.               | Sesquialter II | 2 ⁄3′ |
| 18.               | Oktave         | 2′    |
| 19.               | Sifflöte       | 1 ⁄3′ |
| 20.               | Scharff IV     | 2⁄3′  |
| 21.               | Rankett        | 16′   |
| 22.               | Krummhorn      | 8′    |
|                   | Tremulant      |       |

| III Schwellwerk C–g3 |                     |        |
| 23.                  | Burdon              | 16′    |
| 24.                  | Geigenprincipal     | 8′     |
| 25.                  | Harmonieflöte       | 8′     |
| 26.                  | Gedackt             | 8′     |
| 27.                  | Salicional          | 8′     |
| 28.                  | Vox celeste ab c°   | 8′     |
| 29.                  | Prestant            | 4′     |
| 30.                  | Flöte               | 4′     |
| 31.                  | Nasat               | 2 ⁄3′  |
| 32.                  | Flautino            | 2′     |
| 33.                  | Terz                | 1 3⁄5′ |
| 34.                  | Mixtur III/V        | 2 ⁄3′  |
| 35.                  | Fagott              | 16′    |
| 36.                  | Trompete harmonique | 8′     |
| 37.                  | Oboe                | 8′     |
|                      | Tremulant           |        |

| Pedalwerk C–f1 |           |         |
| 38.            | Untersatz | 32′     |
| 39.            | Principal | 16′     |
| 40.            | Subbaß    | 16′     |
| 41.            | Quintbaß  | 10 2⁄3′ |
| 42.            | Oktavbaß  | 8′      |
| 43.            | Gedackt   | 8′      |
| 44.            | Großterz  | 6 2⁄5′  |
| 45.            | Choralbaß | 4′      |
| 46.            | Baßflöte  | 4′      |
| 47.            | Octave    | 2′      |
| 48.            | Mixtur V  | 2 ⁄3′   |
| 49.            | Posaune   | 16′     |
| 50.            | Trompete  | 8′      |
| 51.            | Klarine   | 4′      |

- Koppeln: Koppeln: II/I, III/I, III/II, I/P, II/P, III/P

## Glocken
Die Glocken von St. Stephan sind durch ihren Wohlklang sehr gerühmt.
Glocken 2 und 3 sind schlesische Leihglocken, die Glocke 4 wurde im Zweiten Weltkrieg in der Deutschhauskirche aufgehängt und überstand ihn so.
Die beiden mittleren hängen im Südturm (rechts), die große und die kleine im Nordturm.
|   | Name             | Gießer                                          | Gussjahr  | Gewicht (kg) | Durchmesser (mm) | Schlagton (1⁄16) | Inschrift |
| - | ---------------- | ----------------------------------------------- | --------- | ------------ | ---------------- | ---------------- | --- |
| 1 | Große Glocke     | Czudnochowsky/Erding                            | 1951      | 2290         | 1600             | h0 −3            | „Nach der Zerstörung der Stephanuskirche in Würzburg am 16. März 1945 wurde ich im Jahre 1951 neu gegossen. Ehre sei Gott in der Höhe!“                                                          |
| 2 | Zweite Glocke    | A.Geittner/Söhne Breslau                        | 1924      | 1727         | 1420             | cis1 −3          | „Heilig, Heilig, Heilig! Zu seinem Heiligtum, mit großen Gnadengaben, lässt dich der ew`ge Gott durch seine Stimme laden. Vernimm o Mensch, neig ihm dein Herz und streb auf Erden himmelwärts.“ |
| 3 | Vaterunserglocke | Christian L.Pühler/Gnadenberger Glockengießerei | 1835      | 862          | 1180             | e1 −1            | „Liebe soll euch regieren/Die Freude wie den Kummer spricht meine Stimme aus/Sie tönt den letzten Schlummer/Sie ruft ins Gotteshaus/Tristitiam leniens funera vestra sequor“                     |
| 4 | Taufglocke       | unbezeichnet                                    | 13. Jhdt. | 1152         | 1170             | gis1 +4          | |

## Äbte von St. Stephan
| Name                       | Amtszeit               |
| -------------------------- | ---------------------- |
| Ekbert                     |                        |
| Rupert                     |                        |
| Fridericus                 |                        |
| Ezzo                       | 1094–1124/1125         |
| Heinrich I.                | 1125, 1127             |
| Beringer de Foro           | 1131–1144              |
| Raphold                    | 1144–1165/1166         |
| Heinrich II.               | 1166–1179/1180         |
| Herold                     | 1188–1199              |
| Iring                      |                        |
| Heinrich III.              | 1212–1217              |
| Gotfried                   | 1217–1219              |
| Heinrich IV.               | 1219, 1224             |
| Friedrich I.               | 1227, 1259             |
| Dietrich von Brünnstadt    | 1259                   |
| Heinrich V. Heubner        | 1261–1271, † nach 1288 |
| Hermann I. von Rottenbauer | 1271–1297              |
| Konrad I. von Retzstadt    | 1298, 1304             |

| Name                               | Amtszeit   |
| ---------------------------------- | ---------- |
| Hartmud                            | 1306–1312  |
| Hartung                            | 1306–1312  |
| Friedrich II. aus Wipfeld          | 1313–1335  |
| Heinrich VI. aus Waltershausen     | 1336, 1341 |
| Ludwig I. von Thüngen              | 1343–1344  |
| Hermann II.                        | 1344–1357  |
| Friedrich III. von Münster         | 1361, 1378 |
| Friedrich IV. von Salzburg         | 1381, 1382 |
| Otto Truchseß                      | 1387, 1394 |
| Hermann III.                       | 1395       |
| Gerhard I. Klinkhart               | 1404–1432  |
| Berthold Gunther                   | 1432–1465  |
| Konrad II. aus Lengerit            | 1465–1473  |
| Georg Salzkästner                  | 1473–1496  |
| Konrad III. Herloch aus Külsheim   | 1496–1519  |
| Petrus [Pius] Faut aus Miltenberg  | 1519–1525  |
| Michael I. Leyser aus Mergentheim  | 1525–1548  |
| Jodocus Zimmermann aus Schweinfurt | 1548–1560  |

| Name                                   | Amtszeit           |
| -------------------------------------- | ------------------ |
| Michael II. Bernhart aus Mellrichstadt | 1560–1581          |
| Kilian I. Lantz aus Würzburg           | 1581–1590          |
| Johannes Burkard                       | 1590–1598          |
| Kilian I. Lantz aus Würzburg           | 1598–1606          |
| Kilian II. Gullemann aus Heidingsfeld  | 1609–1615          |
| Erhard Irthel aus Saal                 | 1615–1619          |
| Johannes Baunach aus Gerolzhofen       | 1615–1627          |
| Andreas Streublein aus Frickenhausen   | 1627–1645          |
| Maurus Faber aus Dettelbach            | 1646–1661          |
| Benedikt Gerhard aus Stetten           | 1661–1667          |
| Eucharius Weiner aus Kissingen         | 1667–1701          |
| Gerhard II. Dietmayer aus Würzburg     | 1701–1704          |
| Hyacinth Baumbach aus Fladungen        | 1704–1713          |
| Alberich Ebenhöch aus Eibelstadt       | 1713–1727          |
| Romanus Remscheid aus Freudenberg      | 1727–1762          |
| Justus Philippi aus Mittelstreu        | 1762               |
| Maternus Bauermees aus Würzburg        | 1762–1787          |
| Gerhard III. Winterstein aus Kissingen | 1787–1803 († 1805) |

1. ↑  Abt von Münsterschwarzach seit 1047, für St. Stephan urkundlich nicht belegt
2. 1 2  Urkundlich nicht belegt
3. ↑  Urkundlich nicht nachgewiesen, jedoch 1198 und 1202 als Prior erwähnt
4. ↑  Urkundlich nicht belegt, evtl. Verwechslung mit dem Cellerar Hartung aus Greßhausen
5. ↑  Abt von Banz und Schwarzach, Administrator
6. ↑  15. April–9. Juli 1762